# Ivan Šimonović
Ivan Šimonović, né le 2 mai 1959 à Zagreb, est un universitaire, diplomate et homme politique croate. Ministre de la Justice de 2008 à 2010, il est depuis cette date secrétaire général adjoint des Nations unies aux droits de l'homme.

## Biographie
Diplômé de l’école de droit de l’université de Zagreb en  1982, Šimonović obtient son doctorat en 1990 à l'âge de 31 ans. Il rejoint la diplomatie croate lors de la disparition de la Yougoslavie. Il est l'assistant du ministre des Affaires étrangères Mate Granić (en) durant les années 1990, bien que n'ayant jamais rejoint le parti au pouvoir, l'Union démocratique croate (HDZ).
En 1997, le président Franjo Tuđman le nomme ambassadeur, représentant permanent de la Croatie auprès des Nations unies,. En 2002, il préside le Conseil économique et social des Nations unies.
En 2003, il devient vice-ministre des Affaires étrangères du gouvernement d'Ivica Račan, mais ne rejoint pas pour autant le parti au pouvoir, le SDP. Toutefois, quand le HDZ revient au pouvoir à la fin de la même année, Šimonović ne se voit proposer aucune fonction.
En 2004, il devient professeur de théorie générale du droit et de relations internationales à l’université de Zagreb.
Le 6 octobre 2008, il est nommé ministre de la Justice par le Premier ministre Ivo Sanader et succède à Ana Lovrin, qui démissionne le même jour à la suite d'une série d’attaques non résolues et de meurtres liés au crime organisé croate, dont le point culminant est l'assassinat d'Ivana Hodak, fille de l’avocat Zvonimir Hodak.
Le 3 mai 2010, Šimonović est nommé, par le Secrétaire général des Nations unies Ban Ki-moon au poste de secrétaire général adjoint aux droits de l'homme.

## Sources
- (en) Cet article est partiellement ou en totalité issu de l’article de Wikipédia en anglais intitulé « Ivan Šimonović » (voir la liste des auteurs).